# Сидорова Гора (Архангельська область)
Сидорова Гора (рос. Сидорова Гора) — присілок в Няндомському районі Архангельської області Російської Федерації.
Населення становить 0 осіб. Входить до складу муніципального утворення Няндомський муніципальний округ.

## Історія
До 2022 року входило до складу муніципального утворення Няндомське поселення.

## Населення
| 2002 | 2010 |
| ---- | ---- |
| 3    | ↘0   |